# Ambre Esnault
Ambre Esnault (21 de febrero de 2002) es una deportista francesa que compite en natación sincronizada. Ganó dos medallas en los Juegos Europeos de Cracovia 2023 y cuatro medallas en el Campeonato Europeo de Natación, en los años 2022 y 2025.

## Palmarés internacional
| Juegos Europeos    | Juegos Europeos    | Juegos Europeos   | Juegos Europeos   |
| Año                | Lugar              | Medalla           | Prueba            |
| ------------------ | ------------------ | ----------------- | ----------------- |
| 2023               | Oświęcim (Polonia) | Medalla de oro    | Rutina acrobática |
| 2023               | Oświęcim (Polonia) | Medalla de bronce | Equipo técnico    |
| Campeonato Europeo |                    |                   |                   |
| Año                | Lugar              | Medalla           | Prueba            |
| 2022               | Roma (Italia)      | Medalla de bronce | Equipo técnico    |
| 2022               | Roma (Italia)      | Medalla de bronce | Equipo libre      |
| 2022               | Roma (Italia)      | Medalla de bronce | Rutina especial   |
| 2025               | Funchal (Portugal) | Medalla de bronce | Equipo técnico    |